# Terratrèmol (pel·lícula)
Terratrèmol (títol original en anglès: Earthquake) és una pel·lícula estatunidenca de 1974, una de les primeres pel·lícules de catàstrofes, els resultats de box-office van permetre la continuïtat del cinema de catàstrofes. La intriga explica la destrucció de Los Angeles per diversos seismes destructors. Ha estat doblada al català.
La pel·lícula va ser dirigida per Mark Robson reunint Charlton Heston, Ava Gardner, George Kennedy, Lorne Greene, Geneviève Bujold, Richard Roundtree. En la seva estrena, a les sales que projectaven aquestes pel·lícules han explotat per primera vegada, els dispositius d'efectes especials Sensurround.

## Argument
Aquell matí, els habitants de Los Angeles creuen que comença una jornada semblant a les altres. Stewart Graff, enginyer en cap d'una empresa constructora, acaba una vegada més de discutir amb la seva dona.
El policia Lew Slade i el seu adjunt Chavez persegueixen un vagabund. En el mateix instant, la terra es posa a tremolar lleugerament. Dos científics, el doctor Willis Stockle i l'estudiant Walter Russell, són persuadits que aquesta sotragada no és més que el preludi a un terratrèmol molt més important en les pròximes hores.

## Repartiment
- Charlton Heston: Stewart Graff
- Ava Gardner: Reny Graff
- George Kennedy: Sergent Lew Slade
- Lorne Greene: Sam Royce
- Geneviève Bujold: Denise Marshall
- Richard Roundtree: Miles Quade
- Marjoe Gortner: Jody
- Barry Sullivan: El Doctor Willis Stockle
- Lloyd Nolan: El Doctor James Vance
- Victoria Principal: Rosa Amici
- Walter Matthau: L'ivrogne
- Monica Lewis: Barbara
- Gabriel Dell: Sam Amici
- Pedro Armendáriz Jr.: L'oficial Emilio Chavez
- Lloyd Gough: Bill Cameron
- John Randolph: L'alcalde Lewis
- Kip Niven: Walter Russell
- Donald Moffat: Harvey Johnson
- Jesse Vint: Buck
- Hank Alan: Vint
- Lionel Johnston: Ralph
- John Elerick: Carl Leeds
- John S.Ragin: Cap Policía L.A.
- Bob Cunningham: Frank Ames
- Bob Gravage: el Granger
- H.B. Haggerty: Jugador de Billar
- Dave Morick: Tècnic L.A.
- Joan Blair: La caixera
- Scott Highlands: Obrer embassament

## Premis i nominacions[calcitació]

### Premis
- Oscar al millor so: Ronald Pierce, Melvin Meldalfe Sr.
- Oscar als millors efectes visuals: Frank Brendel, Glen Robinson, Albert Whitlock

### Nominacions
- Oscar a la millor fotografia: Philip Lathrop.
- Oscar al millor muntatge: Dorothy Spencer.

## Al voltant de la pel·lícula[calcitació]
- El rodatge es va desenvolupar de l'11 de febrer al 9 de maig de 1974.
- Quan la pel·lícula es va estrenar al Teatre Xinès de Hollywood, el 1974, el so de base Sensurround  era tan fort que van caure trossos de guix sobre els espectadors. Va caldre instal·lar una xarxa de seguretat sota l'ornamentació en cas de nous danys. Aquesta notícia ha estat anunciada als diaris locals de l'època però alguns han sospitat que aquest esdeveniment no era més que un rumor destinat a donar publicitat a la pel·lícula.
- Ava Gardner ha fet algunes de les seves escenes perilloses ella mateixa, sobretot en l'escena on li cal evitar els blocs de formigó i tubs d'acer pesant caient del gratacel.
- El balanceig del gratacel ha estat aconseguit per deformacions del seu reflex en un mirall.
- Walter Matthau va acceptar interpretar un petit paper de borratxo a la pel·lícula a condició que sortís als crèdits amb el seu verdader nom, Walter Matuschanskyasky.
- En el guió original Charlton Heston havia de sortir viu de l'escena final de la inundació a les clavegueres. Ell va insistir que morís el seu personatge.
- Ava Gardner, que interpreta la filla de Lorne Greene, no té en realitat més que set anys menys que ell.
- Una continuació, titulada Terratrèmol 2, estava prevista però mai no es va rodar. L'havien de protagonitzar George Kennedy, Victoria Principal, Richard Roundtree i Gabriel Dell i la història havia de tenir lloc a San Francisco.